# Liste der Tagesschau24-Sendungen

Logo von tagesschau24

Die Liste der Tagesschau24-Sendungen ist eine unvollständige Zusammenstellung von Sendungen, die aktuell regelmäßig im Programm des Nachrichtenkanals tagesschau24 (ehemals EinsExtra) zu sehen sind.
- 42 – Die Antwort auf fast alles
- 7 Tage
- Abenteuer Diagnose
- Aktuelle Stunde
- Aktueller Bericht
- ARD CrimeTime
- ARD Extra
- ARD History
- ARD-Mittagsmagazin
- ARD-Morgenmagazin
- ARD Story
- ARD Wissen
- Arte Re:
- Bericht aus Berlin
- Berlin – Schicksalsjahre einer Stadt
- betrifft
- Brennpunkt
- BR Story
- buten un binnen
- Caren Miosga
- Daten der Woche
- Die Nordreportage
- Die Nordstory
- Die rbb Reporter
- Echtes Leben
- Europamagazin
- Exakt
- Exakt – Die Story
- extra3
- Extra
- Fakt
- Fakt ist!
- Geheimnisvolle Orte
- Hart aber fair
- Heute im Osten – Reportage
- hessenschau
- Internationaler Frühschoppen
- KlimaZeit
- Kontraste
- Kontrovers
- Landesschau
- maischberger
- Markt (NDR)
- Markt (WDR)
- Marktcheck
- mehr/wert
- mex. das marktmagazin
- MDR Sachsenspiegel
- MDR Thüringen Journal
- Money Maker
- Monitor
- Münchner Runde
- NDR Info Extra
- NDR Story
- Panorama
- Panorama 3
- Panorama - Die Reporter
- Past Forward
- plusminus
- Presseclub
- puzzle
- Puls Reportage
- Quarks
- quer
- rbb24 Abendschau
- rbb24 Brandenburg aktuell
- Report Mainz
- Report München
- Reschke Fernsehen
- Sachsen-Anhalt heute
- Schätze der Welt – Erbe der Menschheit
- Schleswig-Holstein Magazin
- Shift
- Sport inside
- STRG F
- Tagesschau (ARD)
- Tagesschau extra
- Tagesschau in einfacher Sprache
- Tagesschau vor …
- Tagesschau-Nachrichten
- Tagesthemen
- Tagesthemen extra
- Ulrich Timm im Gespräch
- Umschau
- Update Wirtschaft
- Weltbilder
- Weltspiegel
- Weltspiegel extra
- WDR Extra
- WDR Story
- WDRforyou Reportage
- Y-Kollektiv
- Zapp
- ZDF-Mittagsmagazin
- ZDF-Morgenmagazin
- Zur Sache Baden-Württemberg!
- Zur Sache Rheinland-Pfalz!